# 奥得-施普雷县
奥得-施普雷县（德語：Landkreis Oder-Spree）是德国勃兰登堡州东部的一个县，首府为贝斯科。

## 地理
奥得-施普雷县在南部与施普雷-奈瑟县接壤，西南部与达默-施普雷瓦尔德县相邻，西部与柏林交界，北部与梅尔基施-奥得兰县和奥得河畔法兰克福市相接，东部隔奥得河与波兰相望。

### 行政区划
在2003年的市镇区划改革之后，奥得-施普雷县共辖38个市镇，其中有7个城市。2014年后，由于市镇马德利茨-维尔默斯多夫被布里森合并，该县现存37个市镇。
勃兰登堡州政府计划在2019年行政架构改革中将该县与奥得河畔法兰克福合并，成立一个新的“法兰克福-奥得-施普雷县”（Landkreis Frankfurt-Oder-Spree）。县议会拒绝合并，县内各地也均反抗，因此2017年11月该县恢复原有的行政区划。

## 历史
奥得-施普雷县诞生于1993年12月6日，在1993年勃兰登堡州县级区划改革中由非县辖城市艾森许滕施塔特及艾森许滕施塔特县、贝斯科县和菲尔斯滕瓦尔德县合并而成。

## 纹章
奥得-施普雷县的纹章为盾形，分为四份。纹章左上角为金色背景，中间为两根交叉的红色钩头篙，其上为一颗正六角形的红星；右上角为黑色背景，中间为一条向左倾斜的红白色棋盘方格条带； 左下角为红色背景，中间为三把银色的镰刀，刀刃向上；右下角为金色背景，中间为红色的五叉鹿角。
纹章图案中，金色背景下的红色钩头篙来源于莱布斯教区；红白棋盘方格条带是熙笃会的图案，此处代表新策勒修道院与齐纳修道院；银色镰刀纪念施特雷拉家族，金色背景下的红色鹿角纪念比贝尔施泰因家族。